# Argiope bullocki
Argiope bullocki är en spindelart som beskrevs av William Joseph Rainbow 1908. Argiope bullocki ingår i släktet Argiope och familjen hjulspindlar.
Artens utbredningsområde är New South Wales. Inga underarter finns listade i Catalogue of Life.